# Kroučová
Kroučová es una localidad del distrito de Rakovník en la región de Bohemia Central, República Checa. 
Se encuentra ubicada al noroeste de la región y de Praga, al sur del río Ohře (afluente del Elba), al norte del río Berounka (afluente del Moldava) y cerca de la frontera con las regiones de Pilsen y Ústí nad Labem. Cubre un área de 3,471 km².

## Demografía
Según el censo del año 2001, contaba con 245 habitantes. Para 2011 eran 253. En el último censo de 2021, los residentes ascendieron a 280, de los cuales 147 eran hombres y 133 mujeres. 